# Berenice Abbott
Berenice Abbott (Springfield, 17 de julho de 1898 – Monson, 9 de dezembro de 1991) foi uma fotógrafa norte-americana, célebre por suas fotos sobre figuras importantes entre as grandes guerras mundiais do começo do século XX, fotos da arquitetura da cidade de Nova Iorque e da urbanização da cidade nos anos 1930 e de fotos científica entre as décadas de 1940 e 1960.

## Biografia
Berenice nasceu em Springfield, Ohio, em 1898. Seus pais eram Lillian Alice Bunn e Charles E. Abbott, mas o casal se divorciou. Tinha dois irmãos, Gerald e Harland. Quando adolescente mudou-se para Nova Iorque onde se juntou a uma das trupes de teatro mais modernas da cidade; o Provincetown Players. Já adulta, ela cursou dois semestres na Universidade Estadual de Ohio, mas Berenice abandonou o curso em 1918 depois de seu professor foi dispensado das aulas de literatura inglesa, por ser alemão. Enquanto esteve na universidade, estudou teatro e escultura, tendo contato com vários artistas da época.
Ela então foi para Paris, onde se tornou assistente de Man Ray, que queria pessoas que não tivessem nenhum conhecimento de fotografia. Neste período aproveitou para estudar escultura em Paris e Berlim. Por sugestão de Djuna Barnes, ela adotou a pronúncia francesa de seu nome, "Berenice". Além de seu trabalho com artes plásticas, Berenice começou a publicar poesias em um periódico literário chamado Transition.
Seu primeiro contato com fotografia foi em 1923, quando Man Ray a contratou para ser assistente em seu estúdio em Montparnasse. Impressionado com seu trabalho na sala escura, revelando negativos e permitiu que ela usasse seu próprio estúdio para experimentar suas próprias fotografias. Em 1921, seus primeiros e mais relevantes trabalhos foram expostos na galeria parisiense de Le Sacre du Printemps. Após um período estudante fotografia em Berlim, ela retornou para Paris em 1927, onde continuou seus trabalhos em outro estúdio, na rue Servandoni.
Berenice fotografava pessoas de seu círculo artístico e literário, incluindo personalidades francesas, como Jean Cocteau, expatriados como James Joyce e outras pessoas que estavam apenas de passagem pela cidade. Em 1925, ela conhece o trabalho fotográfico de Eugène Atget, pelo qual logo se interessou, a ponto de persegui-lo até que conseguia uma fotografia sua. Eugène morreu logo depois e ela adquiriu fotos e negativos que ainda estava em seu estúdio em 1927. O governo adquiriu boa parte do acervo de Eugène Atget, cerca de 2261 negativos já tinham sido vendidos em 1920 e um amigo de Atget vendeu mais dois mil negativos logo após sua morte. Berenice comprou o restante em junho de 1928 e logo começou a trabalhar neles, lançando um livro em 1930, Atget, photographe de Paris, onde ela é descrita como editora. Sem dinheiro, ela foi obrigada a vender uma parte para a coleção de Julien Levy por mil dólares. Berenice continuou trabalhando com o acervo de Atget até 1968, quando vendeu tudo para o Museu de Arte Moderna.

## Nova Iorque

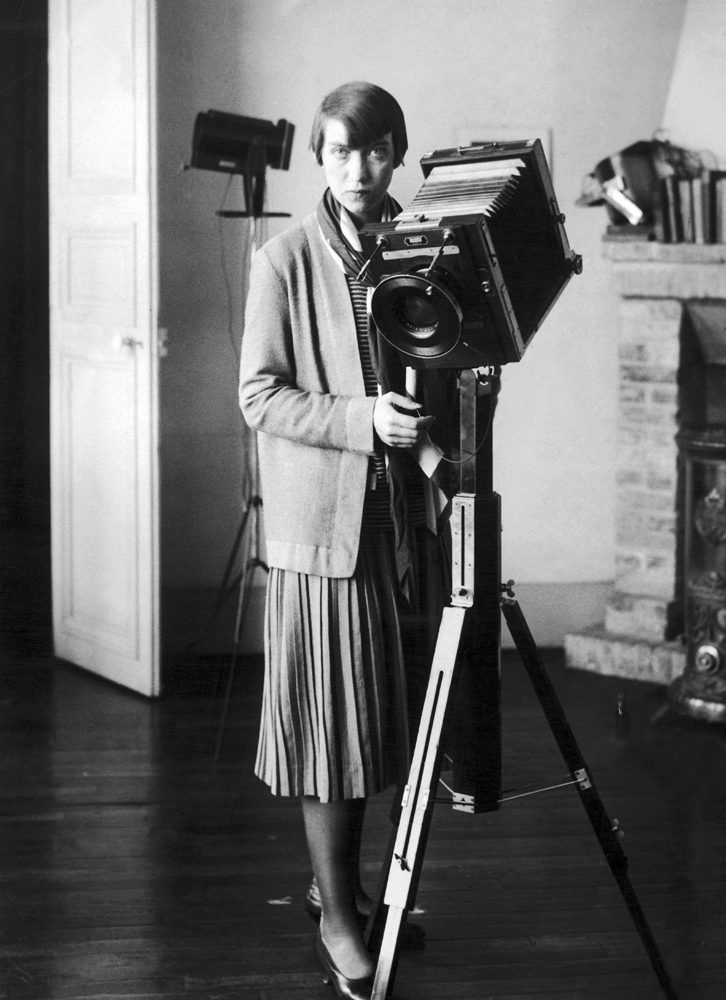
Berenice Abbott, data desconhecida

Em 1929, Berenice visitou a cidade de Nova Iorque em busca de um editor que publicasse as fotos de Atget. Depois disso, ela já estava fotografando a cidade e sua arquitetura. Em Paris, ela fechou seu estúdio e voltou a Nova Iorque em setembro do mesmo ano, enxergando o potencial da cidade para suas fotos. Suas primeiras fotografias de Nova Iorque foram feitas com uma câmera Kurt-Bentzin, mas ela logo adquiriu uma Century Universal que produzia fotos maiores e de maior resolução. Desta forma ele podia capturar com maior clareza e atenção os detalhes admiráveis na arquitetura e nas ruas da cidade, traço que ela admirava nas fotos de Eugène Atget. Suas fotos da cidade foram reunidas em uma exposição, chamada "Changing New York", em 1937.

## Morte
Em 1964, Berenice viajou da Flórida para o Maine, fotografando pequenas cidades e sua arquitetura única, gerando cerca de 2500 negativos. Pouco depois da viagem, Berenice fez uma cirurgia no pulmão e os médicos pediram que ela se mudasse de Nova Iorque para evitar a poluição no ar. Ela então comprou uma casa em Blanchard, Condado de Piscataquis, no Maine por mil dólares. Em seguida, ela se mudou para Monson, também no Maine, onde morou até sua morte, em 9 de dezembro de 1991, aos 93 anos, devido à uma insuficiência cardíaca.

## Galeria

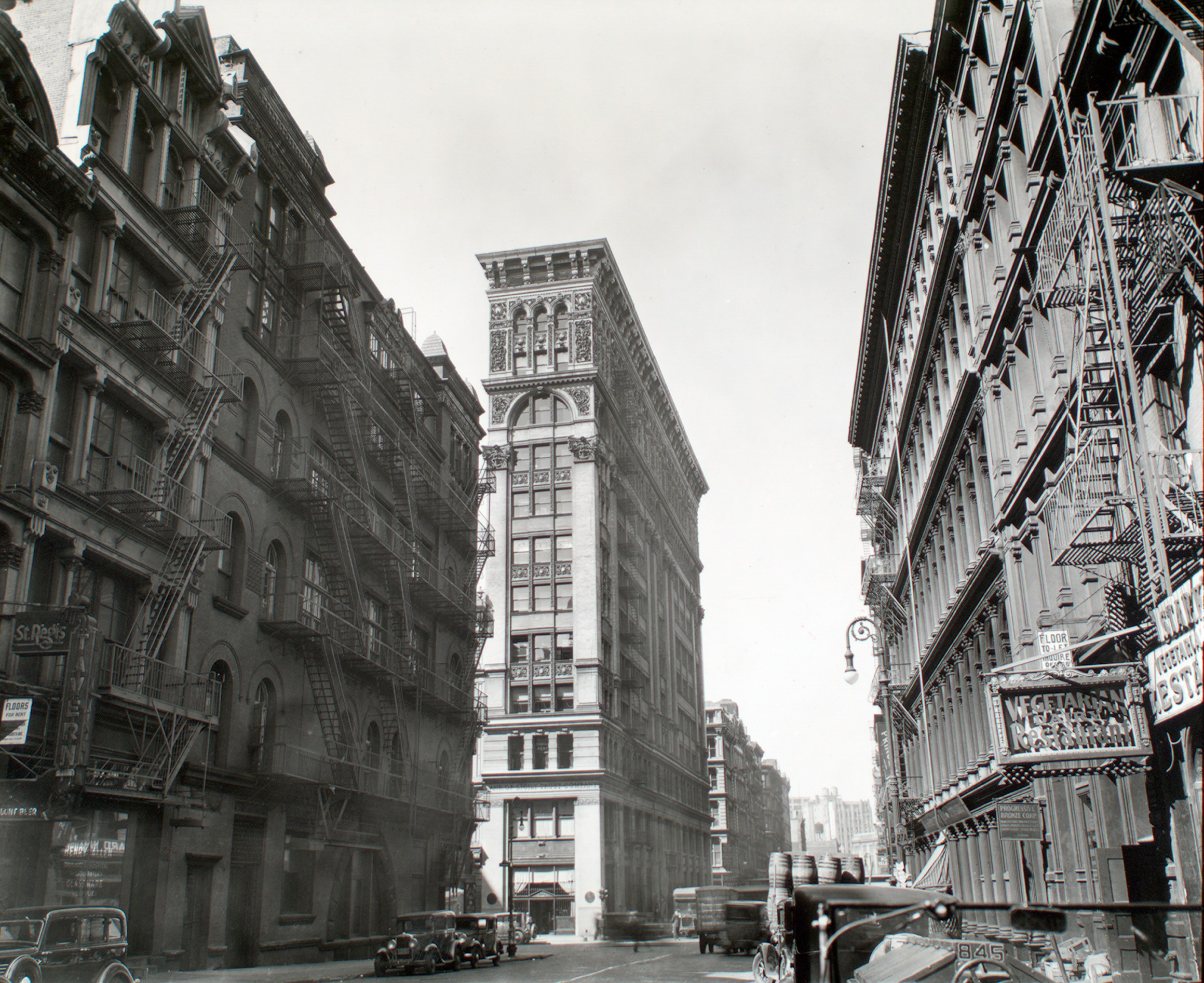
Broadway near Broome Street, Manhattan. 7/10/1935
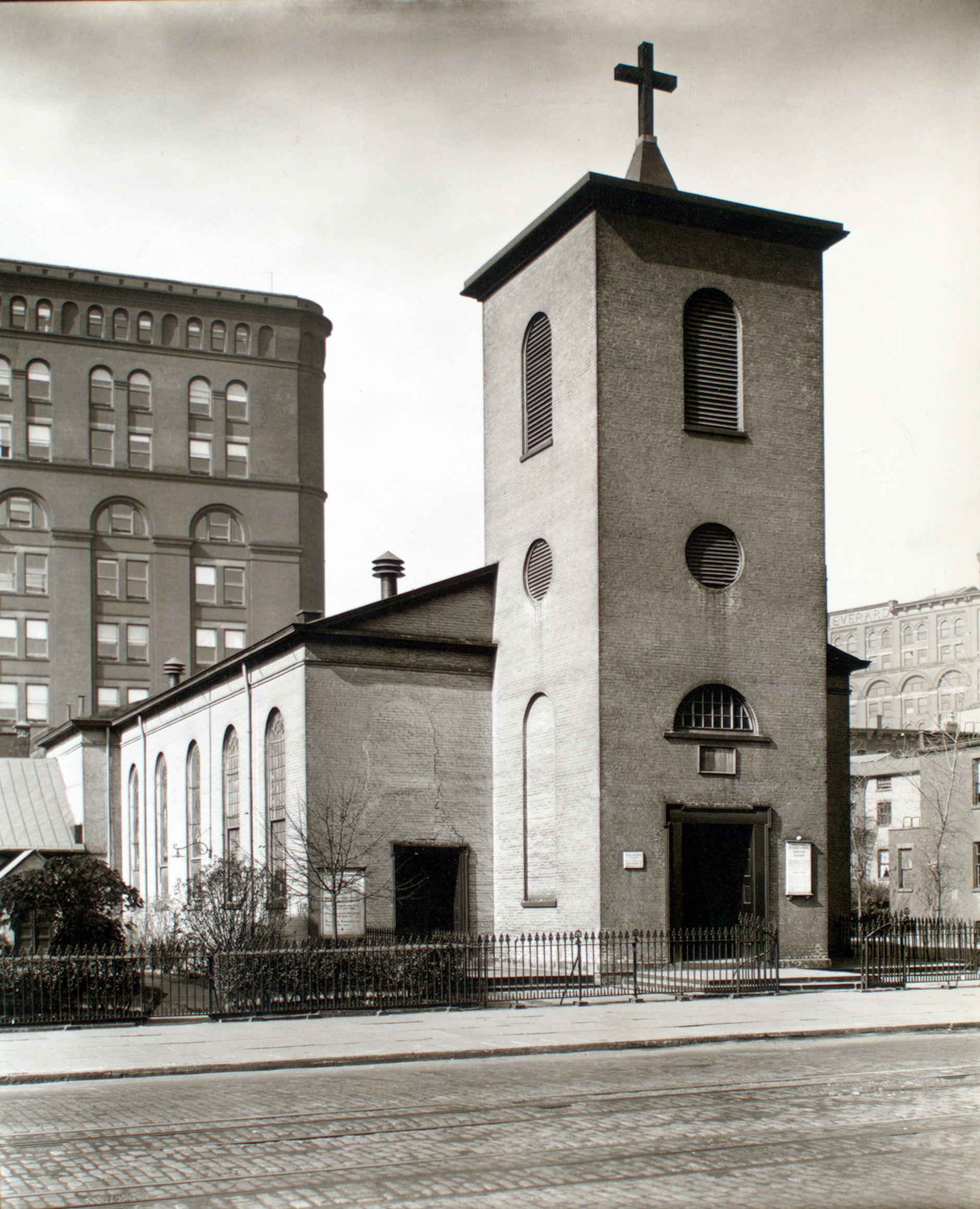
St. Lukes Chapel, 483 Hudson Street, Manhattan. 21/10/1935
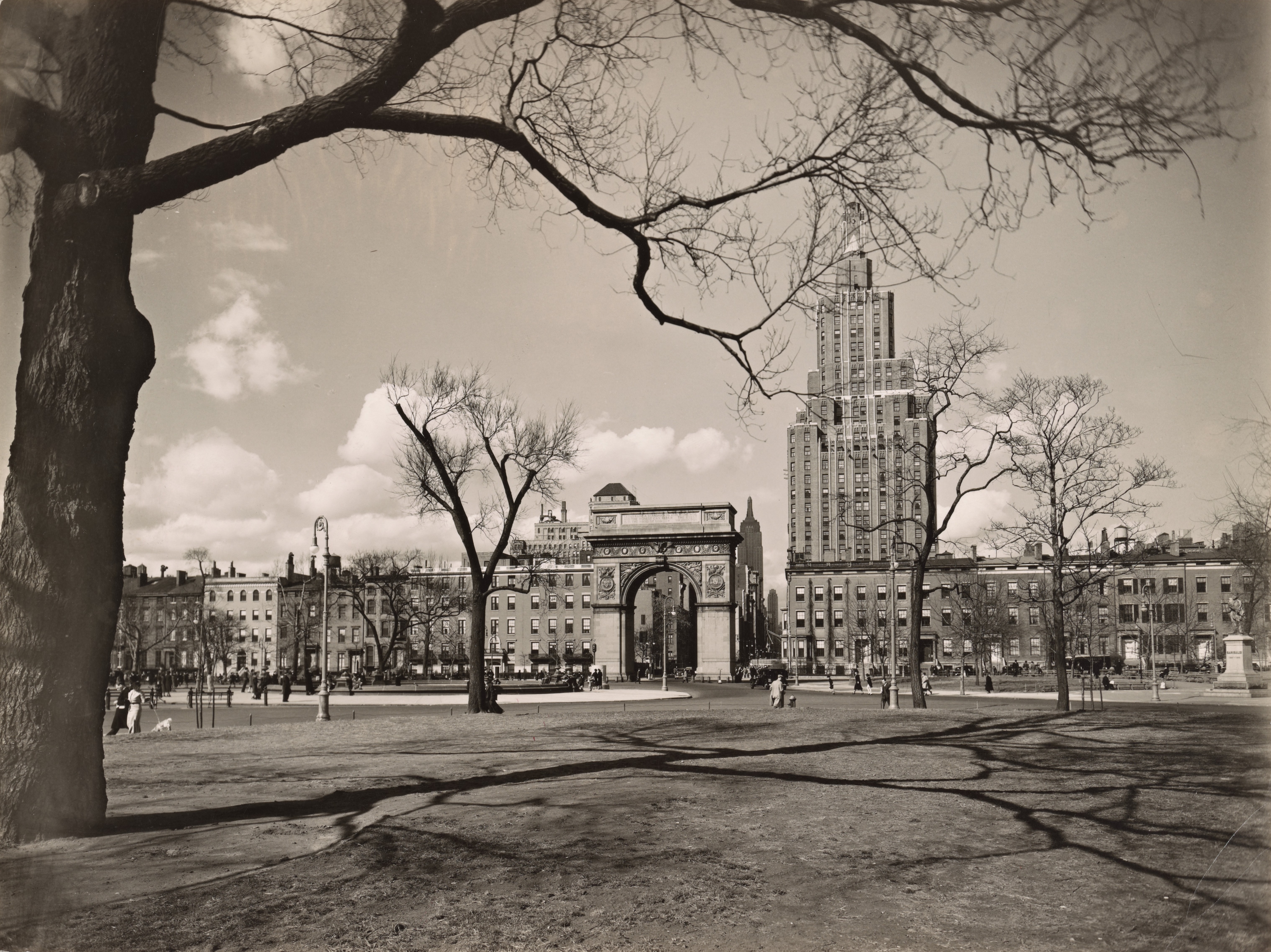
Washington Square looking north, Manhattan. 16/04/1936
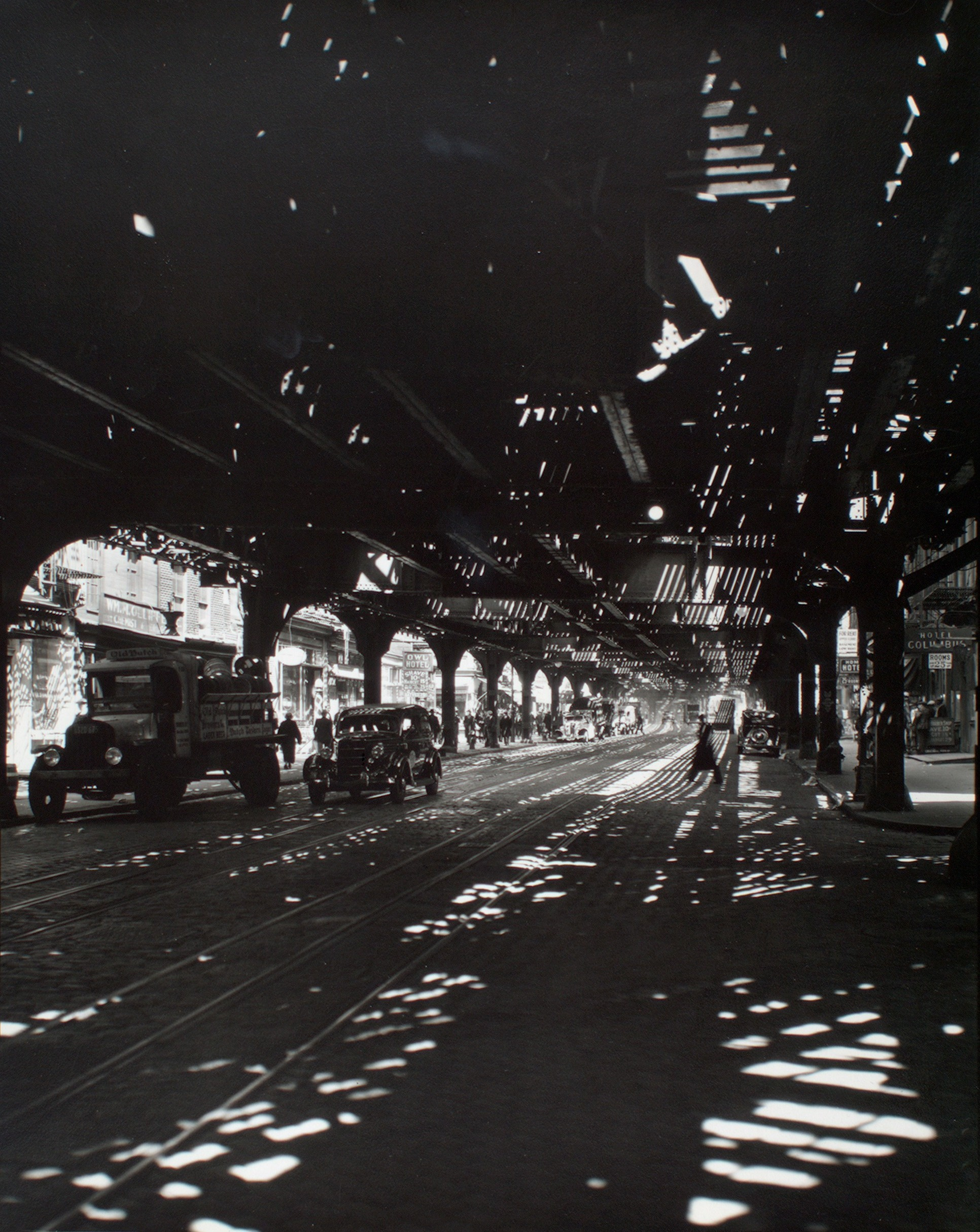
El', Second and Third Avenue lines, Bowery taken from Division St., Manhattan. 24/04/1936
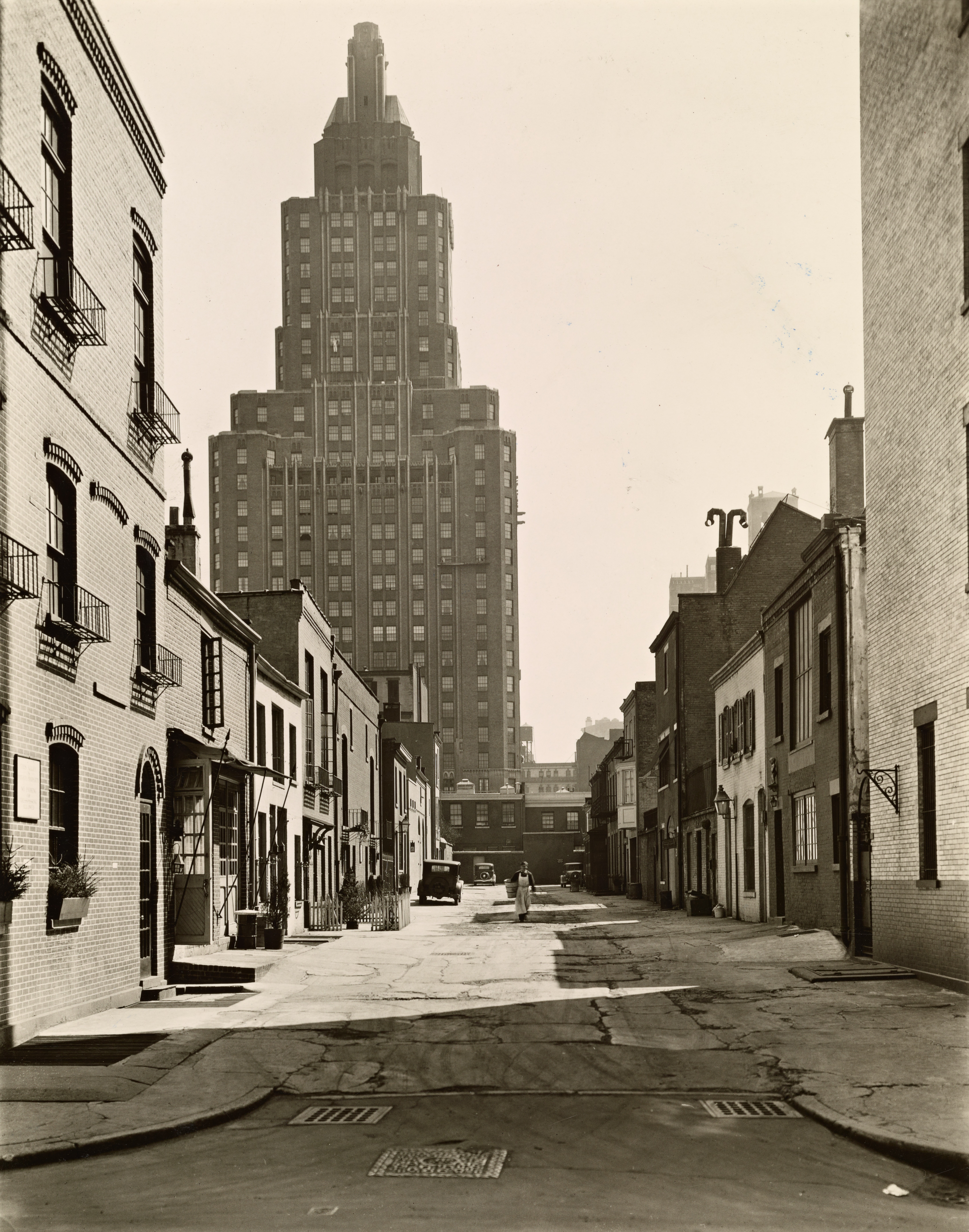
MacDougal Alley, between West 8th Street and Washington Square North, Manhattan. 20/03/1936